# Lista dos candidatos mais votados em eleições presidenciais
Esta é uma lista dos candidatos a presidente que mais receberam votos em eleições presidenciais no mundo.
| Posição | Candidato                  | Votos      | Ano  | País           |
| ------- | -------------------------- | ---------- | ---- | -------------- |
| 1       | Prabowo Subianto           | 96.214.691 | 2024 | Indonésia      |
| 2       | Joko Widodo                | 85.607.362 | 2019 | Indonésia      |
| 3       | Joe Biden                  | 81.268.867 | 2020 | Estados Unidos |
| 4       | Donald Trump               | 77.303.573 | 2024 | Estados Unidos |
| 5       | Vladimir Putin             | 76.277.708 | 2024 | Rússia         |
| 6       | Kamala Harris              | 75.019.257 | 2024 | Estados Unidos |
| 7       | Donald Trump               | 74.216.747 | 2020 | Estados Unidos |
| 8       | Susilo Bambang Yudhoyono   | 73.874.562 | 2009 | Indonésia      |
| 9       | Joko Widodo                | 70.997.246 | 2014 | Indonésia      |
| 10      | Barack Obama               | 69.498.516 | 2008 | Estados Unidos |
| 11      | Susilo Bambang Yudhoyono   | 69.266.350 | 2004 | Indonésia      |
| 12      | Prabowo Subianto           | 68.650.239 | 2019 | Indonésia      |
| 13      | Barack Obama               | 65.915.795 | 2012 | Estados Unidos |
| 14      | Hillary Clinton            | 65.844.610 | 2016 | Estados Unidos |
| 15      | Donald Trump               | 62.979.636 | 2016 | Estados Unidos |
| 16      | Prabowo Subianto           | 62.576.444 | 2014 | Indonésia      |
| 17      | George W. Bush             | 62.040.610 | 2004 | Estados Unidos |
| 18      | Mitt Romney                | 60.933.504 | 2012 | Estados Unidos |
| 19      | Luiz Inácio Lula da Silva  | 60.345.999 | 2022 | Brasil         |
| 20      | John McCain                | 59.948.323 | 2008 | Estados Unidos |
| 21      | John Kerry                 | 59.028.444 | 2004 | Estados Unidos |
| 22      | Luiz Inácio Lula da Silva  | 58.295.042 | 2006 | Brasil         |
| 23      | Jair Bolsonaro             | 58.206.354 | 2022 | Brasil         |
| 24      | Jair Bolsonaro             | 57.797.847 | 2018 | Brasil         |
| 25      | Vladimir Putin             | 56.430.712 | 2018 | Rússia         |
| 26      | Dilma Rousseff             | 55.752.529 | 2010 | Brasil         |
| 27      | Dilma Rousseff             | 54.501.118 | 2014 | Brasil         |
| 28      | Ronald Reagan              | 54.455.472 | 1984 | Estados Unidos |
| 29      | Luiz Inácio Lula da Silva  | 52.793.364 | 2002 | Brasil         |
| 30      | Dmitri Medvedev            | 52.530.712 | 2008 | Rússia         |
| 31      | Aécio Neves                | 51.041.155 | 2014 | Brasil         |
| 32      | Al Gore                    | 50.999.897 | 2000 | Estados Unidos |
| 33      | George W. Bush             | 50.456.002 | 2000 | Estados Unidos |
| 34      | Vladimir Putin             | 49.565.238 | 2004 | Rússia         |
| 35      | George H. W. Bush          | 48.886.597 | 1988 | Estados Unidos |
| 36      | Bill Clinton               | 47.401.185 | 1996 | Estados Unidos |
| 37      | Richard Nixon              | 47.168.710 | 1972 | Estados Unidos |
| 38      | Fernando Haddad            | 47.040.906 | 2018 | Brasil         |
| 39      | Vladimir Putin             | 45.602.075 | 2012 | Rússia         |
| 40      | Boris Yeltsin              | 45.552.041 | 1991 | Rússia         |
| 41      | Megawati Sukarnoputri      | 44.990.704 | 2004 | Indonésia      |
| 42      | Bill Clinton               | 44.909.806 | 1992 | Estados Unidos |
| 43      | Ronald Reagan              | 43.903.230 | 1980 | Estados Unidos |
| 44      | José Serra                 | 43.711.388 | 2010 | Brasil         |
| 45      | Lyndon B. Johnson          | 43.127.041 | 1964 | Estados Unidos |
| 46      | Michael Dukakis            | 41.809.476 | 1988 | Estados Unidos |
| 47      | Anies Baswedan             | 40.971.906 | 2024 | Indonésia      |
| 48      | Jimmy Carter               | 40.831.881 | 1976 | Estados Unidos |
| 49      | Boris Yeltsin              | 40.203.948 | 1996 | Rússia         |
| 50      | Geraldo Alckmin            | 39.968.369 | 2006 | Brasil         |
| 51      | Vladimir Putin             | 39.740.467 | 2000 | Rússia         |
| 52      | Abdel Fattah el-Sisi       | 39.702.451 | 2023 | Egito          |
| 53      | Bob Dole                   | 39.197.469 | 1996 | Estados Unidos |
| 54      | Gerald Ford                | 39.148.634 | 1976 | Estados Unidos |
| 55      | George H. W. Bush          | 39.104.550 | 1992 | Estados Unidos |
| 56      | Walter Mondale             | 37.577.352 | 1984 | Estados Unidos |
| 57      | Fernando Henrique Cardoso  | 35.936.540 | 1998 | Brasil         |
| 58      | Claudia Sheinbaum          | 35.924.519 | 2024 | México         |
| 59      | Dwight D. Eisenhower       | 35.579.180 | 1956 | Estados Unidos |
| 60      | Jimmy Carter               | 35.480.115 | 1980 | Estados Unidos |
| 61      | Fernando Collor            | 35.089.998 | 1989 | Brasil         |
| 62      | Fernando Henrique Cardoso  | 34.314.961 | 1994 | Brasil         |
| 63      | John F. Kennedy            | 34.220.984 | 1960 | Estados Unidos |
| 64      | Richard Nixon              | 34.108.157 | 1960 | Estados Unidos |
| 65      | Dwight D. Eisenhower       | 34.075.529 | 1952 | Estados Unidos |
| 66      | José Serra                 | 33.370.739 | 2002 | Brasil         |
| 67      | Megawati Sukarnoputri      | 32.548.105 | 2009 | Indonésia      |
| 68      | Richard Nixon              | 31.783.783 | 1968 | Estados Unidos |
| 69      | Bongbong Marcos            | 31.629.783 | 2022 | Filipinas      |
| 70      | Hubert Humphrey            | 31.271.839 | 1968 | Estados Unidos |
| 71      | Luiz Inácio Lula da Silva  | 31.076.364 | 1989 | Brasil         |
| 72      | André Manuel López Obrador | 30.113.483 | 2018 | México         |
| 73      | Gennady Zyuganov           | 30.102.288 | 1996 | Rússia         |
| 74      | George McGovern            | 29.173.222 | 1972 | Estados Unidos |
| 75      | Recep Tayyip Erdoğan       | 27.834.589 | 2023 | Turquia        |
| 76      | Franklin D. Roosevelt      | 27.752.648 | 1936 | Estados Unidos |
| 77      | Adlai Stevenson II         | 27.375.090 | 1952 | Estados Unidos |
| 78      | Franklin D. Roosevelt      | 27.313.945 | 1940 | Estados Unidos |
| 79      | Barry Goldwater            | 27.175.754 | 1964 | Estados Unidos |
| 80      | Ganjar Pranowo             | 27.040.878 | 2024 | Indonésia      |
| 81      | Recep Tayyip Erdoğan       | 26.330.823 | 2018 | Turquia        |
| 82      | Wiranto                    | 26.268.788 | 2004 | Indonésia      |
| 83      | Adlai Stevenson II         | 26.028.180 | 1956 | Estados Unidos |
| 84      | Franklin D. Roosevelt      | 25.612.916 | 1944 | Estados Unidos |
| 85      | Jacques Chirac             | 25.537.956 | 2002 | França         |
| 86      | Kemal Kılıçdaroğlu         | 25.504.704 | 2023 | Turquia        |
| 87      | Umaru Yar'Adua             | 24.638.063 | 2007 | Nigéria        |
| 88      | Mahmoud Ahmadinejad        | 24.592.793 | 2009 | Irã            |
| 89      | Olusegun Obasanjo          | 24.456.140 | 2003 | Nigéria        |
| 90      | Harry S. Truman            | 24.179.347 | 1948 | Estados Unidos |
| 91      | Abdel Fattah el-Sisi       | 23.780.104 | 2014 | Egito          |
| 92      | Hassan Rouhani             | 23.636.652 | 2017 | Irã            |
| 93      | Franklin D. Roosevelt      | 22.821.277 | 1932 | Estados Unidos |
| 94      | Goodluck Jonathan          | 22.495.187 | 2011 | Nigéria        |
| 95      | Wendell Willkie            | 22.347.744 | 1940 | Estados Unidos |
| 96      | Thomas E. Dewey            | 22.017.929 | 1944 | Estados Unidos |
| 97      | Thomas E. Dewey            | 21.991.292 | 1948 | Estados Unidos |
| 98      | Gennady Zyuganov           | 21.928.468 | 2000 | Rússia         |
| 99      | Abdel Fattah el-Sisi       | 21.835.387 | 2018 | Egito          |
| 100     | Mohammad Khatami           | 21.656.476 | 2001 | Irã            |
| 101     | Luiz Inácio Lula da Silva  | 21.475.218 | 1998 | Brasil         |
| 102     | Herbert Hoover             | 21.427.123 | 1928 | Estados Unidos |
| 103     | Recep Tayyip Erdoğan       | 21.000.143 | 2014 | Turquia        |
| 104     | Emmanuel Macron            | 20.743.128 | 2017 | França         |
| 105     | Mohammad Khatami           | 20.078.187 | 1997 | Irã            |